# Tehri
Tehri es una ciudad y municipio situada en el distrito de Tehri Garhwal,  en el estado de Uttarakhand (India). Su población es de 24014 habitantes (2011). Es el centro administrativo del distrito.

## Demografía
Según el censo de 2011 la población de Tehri era de 24014 habitantes, de los cuales 13172 eran hombres y 10842 eran mujeres. Tehri tiene una tasa media de alfabetización del 90,55%, superior a la media estatal del 78,82%: la alfabetización masculina es del 95,28%, y la alfabetización femenina del 84,79%.